# 鬼平犯科帳 (萬屋錦之介)
萬屋錦之介主演・『鬼平犯科帳』（おにへいはんかちょう）は、1980年から1982年までテレビ朝日で放送された、テレビ時代劇。
「鬼平犯科帳'80」、「鬼平犯科帳'81」、「鬼平犯科帳'82」と書くことがある。

## キャスト

### 長谷川家
- 長谷川平蔵：萬屋錦之介
- 久栄：三ツ矢歌子
- 長谷川辰蔵：島英津夫
- 長谷川宣雄（平蔵の父）：加藤和夫（第3シリーズ）
- 三沢仙右衛門（平蔵の従兄弟）：松下達夫（第1シリーズ） → 水島道太郎（第2シリーズ）

水島は、掏摸の元締・霞の定五郎（第2シリーズ）を演じている。
- 美雪（久栄の妹）：亀井光代（第1シリーズ）
- 松浦与助（用人）：折尾哲郎（第2シリーズ） → 小鹿番（第3シリーズ）

### 火付盗賊改方
与力
- 佐嶋忠介：高松英郎（第1・第2シリーズ）
- 天野甚造：御木本伸介

御木本は、吉右衛門版鬼平でも、天野甚造を演じている。
同心
- 酒井祐助：峰岸徹（第1シリーズ） → 目黒祐樹（第2・第3シリーズ）

峰岸は、吉右衛門版鬼平第3シリーズ第16話で、松浪（松波）金三郎役でゲスト出演している。
- 木村忠吾：荻島真一

第3シリーズ第16話を以て、細川峯太郎と入れ替わる形で降板。
- 沢田小平次：伊吹剛（第1シリーズ） → 潮哲也（第2・第3シリーズ）
- 山田市太郎：立花正太郎（第1・第2シリーズ） → 藤森健之（真田健一郎）（第3シリーズ）

真田は当初「藤森健之」として出演していたが、放送途中の第16話で「真田健一郎」に改名している。
また、丹波版鬼平と吉右衛門版鬼平で沢田小平次を演じている。
- 細川峯太郎：中村歌昇（第2・第3シリーズ）

歌昇改名前の「中村光輝」名義で第1シリーズ「掻堀のおけい」で砂井の鶴吉役でゲスト出演し、その後、忠吾役の荻島と入れ替わる形でレギュラー出演。吉右衛門版鬼平第4シリーズ第5話でも細川峯太郎役でゲスト出演したのち、第7シリーズ以降は与力・小林金弥を演じている。
- 小柳安五郎：大沢萬之价（第1・第2シリーズ）
- 山崎国之進：菅啓次（第2・第3シリーズ）
- 原田一之進：柴田侊彦（第1シリーズ）、松永弥四郎：柴田侊彦（第2・第3シリーズ）
- 杉辰次郎：堀之紀（第2・3シリーズ）
- 竹内孫四郎：佃文伍郎（第2・3シリーズ）

密偵
- 相模の彦十：植木等（第1・第2シリーズ） → 西村晃（第3シリーズ）
- 大滝の五郎蔵：中谷一郎（第1シリーズ）　→ 伊吹吾郎（第2・第3シリーズ）
- 小房の粂八：藤巻潤

藤巻は、吉右衛門版鬼平で五鉄の三次郎を演じている。
- お葉：白石奈緒美（第3シリーズ）
- おまさ：真木洋子
- 伊三次：堺左千夫

堺は、八代目幸四郎版鬼平でも伊三次を演じている。
- 舟形の宗平：香川良介
- 馬蕗の利平治：多々良純（第1シリーズ）

多々良純は後に、土蜘蛛の金五郎を演じている（第3シリーズ第17話）。
- 高萩の捨五郎：西村晃（第2シリーズ）

西村は後に、相模の彦十を演じている（第3シリーズ）。
- 岩五郎：茶川一郎（第2シリーズ）

### 外部協力者
幕閣
- 京極備前守 → 京極備中守：平田昭彦

平田は、丹波版鬼平でも京極備前守を演じている。
剣友
- 岸井左馬之助：神山繁（第1・第2シリーズ） → 田村高廣（第3シリーズ）

田村は、丹波版鬼平でも、左馬之助を演じている。
- 井関録之助：田村高廣（第2シリーズ） → 山田吾一→藤木悠（第3シリーズ）

軍鶏鍋屋“五鉄”
- 三次郎：早川雄三（第1シリーズ） → 大東梁佶（第2・第3シリーズ）
- おとよ：古手川祐子（第1シリーズ第7話、第11話、第15話 - 第17話、第21話） → 松原千明（第2シリーズ）
- おなつ：中島律子（第2シリーズ） → 秋津萬里子（第3シリーズ）
- こはる：野川愛（第3シリーズ）

医師（御典医）
- 井上立泉：永井秀明（第2シリーズ） → 川部修詩 → 河合絃司（第3シリーズ）

## スタッフ
- 原作：池波正太郎「鬼平犯科帳」
- プロデューサー：片岡政義（テレビ朝日）、市川久夫、広岡常男（第3シリーズ第17話～）（東宝）、中岡潔治（第1・2シリーズ）、穂鷹一興（第3シリーズ）（中村プロ）
- 監督：放映リスト参照。
- 脚本：放映リスト参照。
- 音楽：木下忠司
- ナレーター：小林昭二（第1シリーズ - 第3シリーズ共通）
- 撮影：伊佐山巌（第1・2シリーズ）、淵野透益（第2・第3シリーズ）
- 美術：大沢龍雄（第1・3シリーズ）、鳥居塚誠一（第2シリーズ）
- 照明：内田皓三
- 効果：東宝効果集団（第2シリーズ）、伊藤克己（スワラプロダクション）（第3シリーズ）
- 録音：谷村彰治
- 録音スタジオ：T.E.S.S（東宝映像サウンドスタジオ）（第2シリーズ）、映広音響（第3シリーズ）
- 編集：大高勲
- 助監督：久保田延広、是沢邦男
- 殺陣：松尾玖治
- 現像：東洋現像所（現.IMAGICA）
- 協力：松竹映像（第1・3シリーズ）、生田スタジオ（第2シリーズ）、映広（第3シリーズ）
- 制作：テレビ朝日、東宝、中村プロダクション ※第3シリーズ第12話、及び第16話以降「中村プロダクション」のクレジットは削除。
- 著作：東宝　※フィルムクレジット上はノン・クレジット。

## 放送日
- 第1シリーズ：1980年4月1日 - 1980年9月30日（火曜夜9時）
- 第2シリーズ：1981年4月14日 - 1981年10月13日（火曜夜9時）
- 第3シリーズ：1982年4月20日 - 1982年10月12日（火曜夜9時）

※ 本放送時は三作品共にカラー16ミリフィルム製作、光学音声モノラルで放送。なお、後年の再放送（BSフジなど）時は現存する素材の関係上、一部話数の予告編に16ミリシネテープ音声（磁気音声）が付加されている。

## 放映リスト

### 第1シリーズ
| 話数 | 放送日        | サブタイトル     | 脚本              | 監督       | ゲスト |
| ---- | ------------- | ---------------- | ----------------- | ---------- | --- |
| 1    | 1980年 4月1日 | 本所・桜屋敷     | 井手雅人          | 小野田嘉幹 | 松尾嘉代、坂上二郎、神山繁、田口計、蟹江敬三、今井健二、堀田真三                                                         |
| 2    | 4月8日        | 血闘             | 小川英            | 大洲斉     | 石橋蓮司、睦五郎、佐竹明夫、花原照子、鈴木輝江、晴海勇三、鳥巣哲生                                                       |
| 3    | 4月15日       | 血頭の丹兵衛     | 桜井康裕          | 小野田嘉幹 | 伊藤雄之助、中村竹弥、小鹿みき、大木正司、小島三児、岩城力也、中田博久、松本敏男、小笠原まりこ                           |
| 4    | 4月22日       | 一本眉           | 野上龍雄          | 山田達雄   | 江原真二郎、ガッツ石松、佐藤蛾次郎、井波由起子、北九州男                                                                 |
| 5    | 4月29日       | 谷中いろは茶屋   | 井手雅人 永井素夫 | 山田達雄   | 長門勇、児島みゆき、大下哲矢、小瀬朗、団巌、武知杜代子、上野綾子                                                         |
| 6    | 5月6日        | 熱海みやげの宝物 | 野上龍雄          | 大洲斉     | 多々良純、勝部演之、久野四郎、田川勝雄                                                                                   |
| 7    | 5月13日       | 殿さま栄五郎     | 安倍徹郎          | 大洲斉     | 桑山正一、山本昌平、伊佐山ひろ子、市村昌治、田武謙三、石山雄大、笹入舟作、大沢萬之介、沢美鶴、福留幸夫、菅啓次、志村幸江 |
| 8    | 5月20日       | おしま金三郎     | 井手雅人          | 小野田嘉幹 | 原田大二郎、ホーン・ユキ、高木二朗、山本武、東八郎、日野道夫、小緑淳子                                                   |
| 9    | 5月27日       | 敵               | 井手雅人          | 大洲斉     | 中谷一郎、香川良介、志賀勝、江戸屋猫八、梅津栄、中庸介、大泉滉、池田生二、原田清人                                       |
| 10   | 6月3日        | 盗法秘伝         | 井手雅人          | 大洲斉     | 谷啓、中山昭二、山岡徹也、松崎真、丘ゆり子、うえだ峻、西川ひかる、松本敏男、川口節子、沢美鶴                             |
| 11   | 6月10日       | 剣客             | 桜井康裕          | 小野田嘉幹 | 青木義朗、吉田義夫、宮本曠二朗、だるま二郎、早川雄三、安田隆                                                             |
| 12   | 6月17日       | さむらい松五郎   | 下飯坂菊馬        | 高瀬昌弘   | 鹿内孝、田中浩、志麻いづみ、夏海千佳子、小田草之介、門脇三郎                                                             |
| 13   | 6月24日       | 蛇の眼           | 田坂啓            | 高瀬昌弘   | 垂水悟郎、根岸とし江、二見忠男、内田喜郎、森川公也、橋本宣三、中山剣吾、鹿島信哉                                         |
| 14   | 7月1日        | むかしの男       | 安倍徹郎          | 大洲斉     | 綿引洪、亀井光代、土方弘、安永憲司、喜田晋平                                                                             |
| 15   | 7月8日        | 影法師           | 桜井康裕          | 鹿島章弘   | 南利明、野川愛、人見明、近藤準、宮口二朗、稲吉靖司、宍倉るみ                                                             |
| 16   | 7月15日       | 火つけ船頭       | 猪又憲吾          | 鹿島章弘   | せんだみつお、江崎英子、潮万太郎、五味龍太郎、千葉敏郎、滝義郎、佃文伍郎                                                 |
| 17   | 7月22日       | 見張りの糸       | 星川清司          | 大洲斉     | 野川由美子、内藤武敏、木村元、玉川長太、木瓜みらい、山崎之也、峯田智子、古川小夜子                                       |
| 18   | 7月29日       | 妖盗葵小僧       | 小川英            | 大洲斉     | 中村勘五郎、有馬昌彦、西田健、岡本ひろみ、稲川善一、和田瑞穂、秋元羊介                                                   |
| 19   | 8月5日        | 老盗の夢         | 井手雅人          | 小野田嘉幹 | 中村竹弥、細川俊夫、田島義文、長谷川弘、団巌、江幡高志、里木佐甫良、石山雄大、相沢治夫、岡部正純、菅啓次                 |
| 20   | 8月12日       | 掻堀のおけい     | 松浦健郎          | 鹿島章弘   | 中村光輝、園まり、島田順司、井上博一、北村大造                                                                           |
| 21   | 8月19日       | 引き込み女       | 星川清司          | 小野田嘉幹 | 村松英子、殿山泰司、石橋雅史、八名信夫、浦里はる美、岩崎信忠、高杉哲平                                                   |
| 22   | 8月26日       | 鯉肝のお里       | 安藤日出男        | 鹿島章弘   | 白石奈緒美、今福正雄、中村信二郎、中村勘五郎、岩城力也、花原照子                                                         |
| 23   | 9月2日        | 猫じゃらしの女   | 安倍徹郎          | 吉村公三郎 | 中村嘉葎雄、池波志乃、星美智子、橋本宣三                                                                                 |
| 24   | 9月9日        | おみね徳次郎     | 松浦健郎          | 小野田嘉幹 | ジャネット八田、森次晃嗣、香川良介、織本順吉、伊達正三郎、吉田豊明、折尾哲郎、川口節子                                   |
| 25   | 9月16日       | 妙義の團右衛門   | 星川清司          | 鹿島章弘   | 多々良純、井上昭文、山科ゆり、水原麻紀、大下哲矢、堀田真三、堀勝之祐                                                     |
| 26   | 9月23日       | 女掏摸お富       | 安藤日出男        | 吉村公三郎 | 水島道太郎、上村香子、亀石征一郎、長塚京三、鈴木和夫、天草四郎、松下達夫                                                 |
| 27   | 9月30日       | 流星             | 野上龍雄          | 小野田嘉幹 | 平田昭彦、柴田侊彦、小林昭二、田口計、藤森建之、杉江廣太郎、正田景子、林寛一、鹿股裕司                                   |

※ BSフジでの放映時は各話「額縁放送」（16:9画角の中に4:3画角が存在する）であるのと、映像マスターがSD画質である。（電子番組表EPG上では16:9 1125iの表記があるが、実際は4:3 525iである）また、各話のエンディング後に直結する形で「次回予告」が付いている。本編はニュープリントだが予告編は旧プリントを使用。なお一部話数の予告編は現存する素材の関係上、光学音声ではなくシネテープ音声（磁気音声）になっている。

### 第2シリーズ
| 話数 | 放送日         | サブタイトル     | 脚本       | 監督       | ゲスト |
| ---- | -------------- | ---------------- | ---------- | ---------- | --- |
| 1    | 1981年 4月14日 | 山吹屋お勝       | 野上龍雄   | 小野田嘉幹 | 山口果林、近藤洋介、水島道太郎、須賀不二男、矢吹二朗、北川欽三、丘ゆり子                                                     |
| 2    | 4月21日        | 五年目の客       | 井手雅人   | 小野田嘉幹 | 水谷良重、織本順吉、白木万理、中山昭二、柳谷寛、松本敏男、花原照子、船場牡丹                                                 |
| 3    | 4月28日        | 二つの顔         | 安藤日出男 | 大洲斉     | 相原友子、白石奈緒美、山岡徹也、北見治一、伊沢一郎、仙波和之                                                                 |
| 4    | 5月5日         | 四度目の女房     | 野上龍雄   | 大洲斉     | 岡本富士太、永島暎子、ポール牧、関武志、小島三児、伊達正三郎、小笠原まりこ、原田千枝子、高杉哲平、沢美鶴、入江正徳           |
| 5    | 5月12日        | あきれた奴       | 星川清司   | 大洲斉     | 萩尾みどり、寺田農、片岡半蔵、富田浩史、星野ひとみ、阪東豊之助                                                               |
| 6    | 5月19日        | 笹屋のお熊       | 桜井康裕   | 吉村公三郎 | 北林谷栄、蟹江敬三、江見俊太郎、高木二朗、水乃麻規子、岩城力也、玉村駿太郎、多宮健二                                         |
| 7    | 5月26日        | 霧の七郎         | 桜井康裕   | 鹿島章弘   | 中村嘉葎雄、水島道太郎、木村元、鈴木和夫、金子吉延、折尾哲郎、右京孝雄、小池雄介                                             |
| 8    | 6月2日         | 俄か雨           | 下飯坂菊馬 | 高瀬昌弘   | 伊佐山ひろ子、志麻いづみ、原口剛、小林伊津子、湯沢勉、戸塚孝、殿山泰司                                                       |
| 9    | 6月9日         | 密偵             | 井手雅人   | 吉村公三郎 | 長谷川明男、早瀬久美、八名信夫、舛田紀子、大前田武、里木佐甫良、黒川二郎、相原巨典                                           |
| 10   | 6月16日        | いろおとこ       | 保利吉紀   | 小野田嘉幹 | 星正人、長谷直美、細川俊夫、今福将雄、松木路子、友金敏雄、倉石一旺                                                           |
| 11   | 6月23日        | 乞食坊主         | 安倍徹郎   | 高瀬昌弘   | 田村高廣、竜崎勝、人見明、武藤英司、石山雄大、三谷昇、林孝一、晴海勇三、門脇三郎、三上瓔子                                   |
| 12   | 6月30日        | 網虫のお吉       | 下飯坂菊馬 | 小野田嘉幹 | 吉行和子、橋本功、小栗一也、小林伊津子、遠藤剛                                                                               |
| 13   | 7月7日         | 助太刀           | 松浦健郎   | 大洲斉     | 紀比呂子、藤木悠、新克利、木之本恵美、小笠原まりこ、北村大造、田原千之右                                                     |
| 14   | 7月14日        | 埋蔵金千両       | 松浦健郎   | 大洲斉     | 加藤嘉、鹿沼えり、永井秀明、江幡高志、石田信之、遠藤征慈、北九州男                                                           |
| 15   | 7月21日        | 麻布一本松       | 安倍徹郎   | 高瀬昌弘   | 新克利、三浦真弓、若原瞳、小林重四郎、花原照子、倉島襄、小坂生男                                                             |
| 16   | 7月28日        | 夜鷹殺し         | 松浦健郎   | 鹿島章弘   | 宮本曠二朗、入江正徳、林寛一、梓葉子、加賀美博美、星野ひとみ、小泉比蕗子                                                     |
| 17   | 8月4日         | 高萩の捨五郎     | 野波静雄   | 高瀬昌弘   | 西村晃、守田比呂也、神太郎、新海丈夫                                                                                         |
| 18   | 8月11日        | 密告             | 星川清司   | 大洲斉     | 佐藤仁哉、赤座美代子、柿崎澄子、加藤茂雄                                                                                     |
| 19   | 8月18日        | 高杉道場・三羽烏 | 安藤日出男 | 大洲斉     | 水島道太郎、睦五郎、奈月ひろ子、橋本宣三、松下達夫、北九州男、小島和夫                                                       |
| 20   | 8月25日        | 女賊             | 野上龍雄   | 吉村公三郎 | 池波志乃、小林昭二、団巌、綾川香、中島毅士、水野麻規子、仲谷昇、山本廉、土井辰也                                             |
| 21   | 9月1日         | おれの弟         | 小川英     | 大洲斉     | 平田昭彦、伊吹剛、東山明美、河合絃司、伊吹徹                                                                                 |
| 22   | 9月8日         | 暗剣白梅香       | 小川英     | 高瀬昌弘   | 地井武男、松金よね子、伊沢一郎、今井健二、森幹太、岩城力也、東静子、原田千枝子                                               |
| 23   | 9月15日        | 金太郎そば       | 田坂啓     | 鹿島章弘   | 佐野アツ子、江戸家猫八、浜田光夫、江見俊太郎、中村竜太郎、鈴木誠一、池田生二、弘松三郎、土屋靖雄、西田珠美、井沢明子、沢美鶴 |
| 24   | 9月22日        | おみよは見た     | 桜井康裕   | 小野田嘉幹 | 戸川京子、森次晃嗣、小栗一也、中井啓輔、松本敏男、藤宏子、上野綾子、松原千明                                                 |
| 25   | 9月29日        | 密偵たちの宴     | 野上龍雄   | 高瀬昌弘   | 茶川一郎、香川良介、井上昭文、福山象三、根岸一正、倉石一旺、井上れい子、記平佳枝、鹿島信哉                                   |
| 26   | 10月13日       | 用心棒           | 安倍徹郎   | 小野田嘉幹 | 古今亭志ん朝、織田あきら、佐藤万理、江幡高志、露原千草、大木正司、内田勝正、小林尚臣、古今亭朝次、門脇三郎                   |

※ BSフジでの放映時は各話「額縁放送」（16:9画角の中に4:3画角が存在する）であるのと、映像マスターがSD画質である。（電子番組表EPG上では16:9 1125iまたは1080iの表記があるが、実際は4:3 525i（480i）である）また、各話のエンディング後に直結する形で「次回予告」が付いている。本編はニュープリントだが予告編は旧プリントを使用。なお一部話数の予告編は現存する素材の関係上、光学音声ではなくシネテープ音声（磁気音声）になっている。

### 第3シリーズ
| 話数 | 放送日         | サブタイトル   | 脚本       | 監督       | ゲスト |
| ---- | -------------- | -------------- | ---------- | ---------- | --- |
| 1    | 1982年 4月20日 | さざ浪伝兵衛   | 野上龍雄   | 小野田嘉幹 | 石橋蓮司、垂水悟郎、うえだ峻、夏樹レナ、遠藤義徳、里木佐甫良、堀礼文、倉石一旺 |
| 2    | 4月27日        | 兇賊           | 安藤日出男 | 鹿島章弘   | 花沢徳衛、西川峰子、白石奈緒美、山岡徹也、八名信夫、宗近晴見、夏海千佳子、倉吉朝子、加賀谷博美                                                                                       |
| 3    | 5月4日         | 霧の朝         | 久貴千賀子 | 高瀬昌弘   | 山田吾一、日色ともゑ、左右田一平、藤村俊二、伊佐山ひろ子、本山真二、湖条千秋、宮口二朗、灰地順、河合絃司、中島元、加藤茂雄                                                           |
| 4    | 5月11日        | 雨乞い庄右衛門 | 井手雅人   | 小野田嘉幹 | 小沢栄太郎、ラビット関根、織田あきら、飛鳥裕子、富川徹夫、増田順司、松山照夫、団巌、金井進二、門田俊一、林寛一、 瀬戸山功、都家歌六、鹿島信哉、中江友香、橋本春彦                    |
| 5    | 5月18日        | 浅草・御厩河岸 | 安倍徹郎   | 高瀬昌弘   | 三ツ木清隆、中村又五郎、小鹿みき、木田三千雄、岡部征純、橋本春彦、草間璋夫、高杉良、八幡源太郎、本田昭雄                                                                             |
| 6    | 5月25日        | 隠居金七百両   | 安倍徹郎   | 高瀬昌弘   | 森川正太、小鹿番、井上昭文、田島義文、長谷川弘、臼井真紀、宮沢勇、村上豪、三上櫻子、藤原益二、小池伸吾、星晃、土井辰也、黒川二郎                                                     |
| 7    | 6月1日         | 雨引の文五郎   | 安倍徹郎   | 高瀬昌弘   | 和田浩治、佐山俊二、睦五郎、吉田豊明、岩城力也、谷本一、林孝一、入江正徳、新橋正浩、川部修詩、井澤明子、武藤裕子、八幡源太郎                                                         |
| 8    | 6月8日         | 白と黒         | 下飯坂菊馬 | 小野田嘉幹 | 野際陽子、池波志乃、玉川良一、吉田義夫、二見忠男、相原巨典、稲吉靖司、門脇三郎、湯浅洋行、星晃、小池伸吾、菊池俊二                                                                   |
| 9    | 6月15日        | 梅雨の湯豆腐   | 下飯坂菊馬 | 鹿島章弘   | 東てる美、原田大二郎、岸田森、関敬六、小林重四郎、柳谷寛、北村総一郎、山本武、田原千之右、加藤茂雄、熊谷卓三、松本道子、岩瀬裕美、島崎由起子、高杉良、八幡源太郎、本田昭雄、津川晋一 |
| 10   | 6月22日        | 熊五郎の顔     | 田坂啓     | 小野田嘉幹 | 山口果林、村野武範、人見きよし、林泰文、福岡正剛、山口芳満、鈴木実、鳥居塚誠一 |
| 11   | 6月29日        | 白い粉         | 星川清司   | 小野田嘉幹 | せんだみつお、佐藤万理、江幡高志、外山高士、岩城力也、松本敏男、松本道子、中屋敷鉄也、渡辺敬仁、黒川二郎、加賀美博美、小林勲                                                         |
| 12   | 7月6日         | 尻毛の長右衛門 | 久貴千賀子 | 高瀬昌弘   | 長谷直美、小林昭二、森次晃嗣、上田忠好、折尾哲郎、高岡一郎 |
| 13   | 7月13日        | 男の毒         | 桜井康裕   | 小野田嘉幹 | 吉沢京子、殿山泰司、小野ヤスシ、尾藤イサオ |
| 14   | 7月20日        | 蛙の長助       | 松浦健郎   | 高瀬昌弘   | 由利徹、相原友子、田中明夫、森幹太 |
| 15   | 7月27日        | 夜狐           | 安藤日出男 | 高瀬昌弘   | 渡辺篤史、左時枝、穂積隆信、伊沢一郎、二本柳俊衣、杉江廣太郎、土屋靖雄、天草四郎、野本博、市場まゆみ、土井辰也                                                                       |
| 16   | 8月3日         | 深川・千鳥橋   | 池田太郎   | 高瀬昌弘   | 竜崎勝、志麻いづみ、人見明、原口剛、小笠原まりこ、池田生二 |
| 17   | 8月10日        | 土蜘蛛の金五郎 | 井手雅人   | 松島稔     | 多々良純、小野進也、橋本春彦、土井辰也 |
| 18   | 8月17日        | 大川の隠居     | 野上龍雄   | 高瀬昌弘   | 有島一郎、浅香光代、田中浩、河合絃司、鈴木和夫、茜まり、栗原良、本田昭雄 |
| 19   | 8月24日        | はさみ撃ち     | 井手雅人   | 高瀬昌弘   | 内田朝雄、望月真理子、谷村昌彦、三上真一郎、阿藤海、小笠原まりこ、満山恵子、加藤茂雄、八幡源太郎、橋本春彦、高杉良                                                                   |
| 20   | 8月31日        | 市松小僧       | 小川英     | 大洲斉     | 高瀬春奈、山田隆夫、茶川一郎、江幡高志、大原百代 |
| 21   | 9月7日         | 艶婦の毒       | 松浦健郎   | 大洲斉     | 野川由美子、田中春男、久富惟晴、加藤和夫、森山周一郎、服部哲治、岩城力也、野本博、片山由美子、樋口のり子、高杉良、八幡源太郎、渡辺敬仁、小林勲、津川晋一                             |
| 22   | 9月14日        | 狐火           | 星川清司   | 高瀬昌弘   | 近藤洋介、高品格、和崎俊哉、津川晋一、高杉良、土井辰也、渡辺敬仁 |
| 23   | 9月21日        | 馴馬の三蔵     | 池田太郎   | 大洲斉     | 田崎潤、伊達三郎、飛鳥裕子、桜川梅八、田村貫、三上櫻子、松下達夫、代志住正、原田千枝子、小島和夫、中屋敷鉄也、小池和子                                                               |
| 24   | 9月28日        | むかしなじみ   | 野波静雄   | 松島稔     | 岩本多代、織本順吉、江見俊太郎、矢野間啓二、田原千之右、星晃、八幡源太郎、大竹あかね、宍倉るみ、鹿島信哉、草間璋夫、熊谷卓三                                                         |
| 25   | 10月5日        | 本門寺暮色     | 松浦健郎   | 大洲斉     | 藤木悠、中村嘉葎雄、永島暎子、坂東太三郎、稲吉靖司、音羽粂子、稲川善一、稲葉年治、早瀬友花里、津川晋一、栗原良、城谷光俊                                                             |
| 26   | 10月12日       | 春の淡雪       | 野上龍雄   | 高瀬昌弘   | 赤塚真人、穂積隆信、高原駿雄、梅津栄、佐伯徹、中田博久、田原千之右、中屋敷鉄也、林寛一、岡雅子、伊藤清美、加藤土代子                                                                 |

※ BSフジでの放映時は各話「額縁放送」（16:9画角の中に4:3画角が存在する）であるのと、映像マスターがSD画質である。（電子番組表EPG上では16:9 1125iまたは1080iの表記があるが、実際は4:3 525i（480i）である）また、各話のエンディング後に直結する形で「次回予告」が付いている。本編はニュープリントで予告編はニュープリントと旧プリントを混在して使用。なお一部話数の予告編は現存する素材の関係上、光学音声ではなくシネテープ音声（磁気音声）になっている。

## 備考
- テレビ時代劇としての鬼平犯科帳における鬼平役では、錦之介は八代目松本幸四郎、丹波哲郎に次いで3人目である。
- 本作では、錦之介の当時の妻・淡路恵子の連れ子である島英津夫が平蔵の実子・長谷川辰蔵役で、錦之助の甥・三代目中村歌昇が同心・細川峯太郎役で出演している他、錦之介の実弟・中村嘉葎雄も第1シリーズ23話・第2シリーズ7話・第3シリーズ25話にそれぞれゲスト出演している。
- 第1シリーズから第3シリーズまで全てのシリーズでナレーションを務めた小林昭二は、第1シリーズ27話（浜崎の友五郎役）・第2シリーズ20話（瀬音の小兵衛役）・第3シリーズ12話（尻毛の長右衛門役[注釈 3]）にそれぞれゲスト出演している。
- 初代中村吉右衛門は錦之介の伯父にあたるため、後に当たり役となる二代目吉右衛門とも血縁関係になる。
- 音楽は八代目幸四郎版、丹波版で担当していた山下毅雄に代わり、同局の『特捜最前線』で音楽を担当している木下忠司が担当し、オープニング・テーマも含め一新された。なお『特捜最前線』のアイキャッチで利用されたBGMなどが本作にも劇中BGMとして流用されている。